# Mount Pleasant (Tennessee)
Mount Pleasant es una ciudad ubicada en el condado de Maury en el estado estadounidense de Tennessee. En el Censo de 2010 tenía una población de 4.561 habitantes y una densidad poblacional de 142,93 personas por km².

## Geografía
Mount Pleasant se encuentra ubicada en las coordenadas 35°33′44″N 87°9′43″O / 35.56222, -87.16194. Según la Oficina del Censo de los Estados Unidos, Mount Pleasant tiene una superficie total de 31.91 km², de la cual 31.84 km² corresponden a tierra firme y (0.22%) 0.07 km² es agua.

## Demografía
Según el censo de 2010, había 4.561 personas residiendo en Mount Pleasant. La densidad de población era de 142,93 hab./km². De los 4.561 habitantes, Mount Pleasant estaba compuesto por el 0.08% blancos, el 20.72% eran afroamericanos, el 0.35% eran amerindios, el 0.24% eran asiáticos, el 0.04% eran isleños del Pacífico, el 0.7% eran de otras razas y el 2.21% pertenecían a dos o más razas. Del total de la población el 1.97% eran hispanos o latinos de cualquier raza.